# Stenoxia dilmis
Stenoxia dilmis là một loài bướm đêm trong họ Noctuidae.